# ویلیانو دآستی
ویلیانو دآستی (به ایتالیایی: Vigliano d'Asti) یک کومونه در ایتالیا است که در استان آسته واقع شده‌است. ویلیانو دآستی ۶٫۷ کیلومتر مربع مساحت و ۸۵۳ نفر جمعیت دارد.